# Arrhyton supernum
Espèce
Arrhyton supernum est une espèce de serpents de la famille des Dipsadidae.

## Répartition
Cette espèce est endémique de la province de Guantánamo à Cuba.

## Description
Dans leur description les auteurs indiquent que cette espèce mesure en moyenne 255 mm dont 171 mm pour la queue et pèse environ 9,5 g. Son dos est pratiquement noir et sa face ventrale gris verdâtre légèrement tacheté de brun. Les juvéniles ont le dos brun foncé avec des rayures noires ou brun très foncé.

## Étymologie
Son nom d'espèce, du latin supernus, « céleste », lui a été donné à sa coloration évoquant le noir céleste.

## Publication originale
- Hedges & Garrido, 1992 : Cuban snakes of the genus Arrhyton: two new species and a reconsideration of A. redimitum Cope. Herpetologica, vol. 48, no 2, p. 168-177 (texte intégral).